# Église Sainte-Croix de Montgueux
L'église Sainte-Croix est une église catholique située à Montgueux, en France.

## Localisation
L'église est située dans le département français de l'Aube, sur la commune de Montgueux.

## Historique
L'édifice est inscrit au titre des monuments historiques en 1938.